# NewSQL
NewSQL是一类关系数据库，它寻求为線上交易處理（OLTP）工作提供NoSQL系统的可扩展性，同时维护传统数据库系统的ACID保证。
许多处理重要数据的企业系统（例如，财务和订单处理系统）对于常规的关系数据库而言太大了，但是具有事务性和一致性要求，这对于NoSQL系统是不切实际的。 这些组织以前可用的唯一选择是购买功能更强大的计算机，或开发可通过常规DBMS分发请求的定制中间件。这两种方法都具有高成本或高开发成本的特点。NewSQL系统试图解决这方面的冲突。

## 历史
451集团分析师Matthew Aslett在2011年的一篇研究论文中首次使用了这个词，论文讨论了新一代数据库管理系统的兴起。 H-Store并行数据库系统就是最早的NewSQL系统之一。

## 应用
典型应用的特点是OLTP事务量大。OLTP事务
- 短期（即没有用户交互）
- 每个事务都接触少量的数据
- 使用索引查找（无表扫描）
- 表单数量少（使用不同参数的少量查询）。[9]

不过，有些支持混合事务/分析处理（HTAP）应用。这些系统通过省略重量级恢复或并发控制来提高性能和可扩展性。典型newsql数据库如TiDB。

## 功能
NewSQL数据库解决方案的两个共同特点是，它们支持NoSQL数据库的在线可扩展性和以SQL为主要接口的关系数据模型（包括ACID一致性）。
NewSQL系统可以大致分为三类：

### 新架构
NewSQL系统采用多种内部架构。一些系统采用无共享节点的集群，其中每个节点管理数据的子集。它们包括一些组件，比如分布式查询并发控制、流控制和分布式查询处理。

### SQL引擎
第二类是针对SQL优化的存储引擎。这些系统提供了与SQL相同的编程接口，但比内置引擎更具可伸缩性。

### 透明切片
这些系统使用Raft或Paxos一致性算法在多个节点上自动分割数据库。